# Julien Collet
Pour les articles homonymes, voir Collet.
 (janvier 2019).
Si vous disposez d'ouvrages ou d'articles de référence ou si vous connaissez des sites web de qualité traitant du thème abordé ici, merci de compléter l'article en donnant les références utiles à sa vérifiabilité et en les liant à la section « Notes et références ».
Julien Collet est un acteur, scénariste, écrivain et metteur en scène français.

## Biographie
Julien Collet débute au théâtre à l'âge de 10 ans. Il joue ensuite dans des mises en scène de Philippe Adrien, Samuel Serreau-Labib et Patrick Collet, son père.
Au cinéma, il a tenu le rôle principal du deuxième long-métrage de Philippe Harel, L'Histoire du garçon qui voulait qu'on l'embrasse, en 1994.
Auteur, sous le nom de Julien Collet Vlaneck, il écrit De la dust, (prix « Le Temps des Livres », 1998), On y arrivera (2000) et Lumières (une tuerie) (2002). Il écrit  et dirige également des pièces radiophoniques pour France Culture avec Christiane Cohendy, Salim Kechiouche, Jean-Michel Fête, Yann Collette.
En 2013, il conçoit le documentaire Isabelle Adjani, 2 ou 3 choses qu'on ne sait pas d'elle pour la chaîne ARTE .
Metteur en scène, il dirige  Julie Gayet et Benoît Magimel sur les planches en 1995, dans une adaptation de Preparadise sorry now de Rainer Werner Fassbinder, où jouaient aussi, James Thierrée et Clara Bellar. 
Il a participé, sous forme de performances théâtrales, aux activités du Théâtre de l'Utopie de la Rochelle, établissement lié au parcours et au projet artistique de Patrick Collet.
Il travaille aussi comme consultant artistique ou directeur d'acteur avec Isabelle Adjani : Marie Stuart, La Journée de la jupe, (César de la meilleure Actrice), Mammuth de Gustave Kervern  et Benoît Delépine, David et Madame Hansen de Alexandre Astier, Julie Gayet : Les Rois Maudits, Clara et moi, Sofia Essaïdi sur Aïcha de Yamina Benguigui, les adolescents du film LOL de Lisa Azuelos dont Jérémy Kapone qu'il a aussi coaché sur Complices de Frédéric Mermoud. Comme coach acteur personnel, des acteurs et actrices font appel à lui, Isabelle Adjani (2005-2014), Olga Kurylenko, Marie-Ange Casta, Virgile Bramly, Aïssa Maïga, Mylène Jampanoï et Salim Kechiouche.
Le 05 octobre 2022, il réalise un film de soutien aux femmes iraniennes qui manifestent en Iran, en hommage à  Mahsa Amini, une iranienne de 22 ans, tuée le 13 septembre 2022, après avoir été arrêtée par la police des mœurs parce qu’elle avait laissé dépasser quelques mèches de cheveux de son voile. Le film porté par de nombreuses artistes française ( Juliette Binoche , Marion Cotillard, Isabelle Adjani, Angèle, Isabelle Huppert, Juliette Armanet, etc) devient viral, cumulant plusieurs millions de vues dans la presse en ligne et sur les réseaux sociaux.

## Filmographie

### Réalisations
- 2022 : Film de soutien aux femmes iraniennes - 50 artistes françaises se coupent les cheveux en hommage à Mahsa Amini

### Consulting Artistique - Direction d'Acteur - Casting Director
- 2020 : Poly de Nicolas Vanier pour Julie Gayet
- 2019 : Soupçons de Lionel Bailliu et Yann Le Gal pour Julie Gayet
- 2018 : Rabbit Hole de Claudia Stavisky pour Julie Gayet - Théâtre des Célestins
- 2018 : Interrail de Carmen Alessandrin - Directeur de casting - Coach acting
- 2016 : Marion, 13 ans pour toujours de Bourlem Guerdjou pour Julie Gayet
- 2016 : C'est quoi cette famille de Gabriel Julien-Laferrière  pour Julie Gayet
- 2013 : Isabelle Adjani, 2 ou 3 choses qu'on ne sait pas d'elle  - Documentaire - ARTE
- 2012 : David et Madame Hansen de Alexandre Astier pour Isabelle Adjani
- 2012 : La Terre outragée de Michale Boganim pour Olga Kurylenko
- 2011 : Des vents contraires de Jalil Lespert pour Marie-Ange Casta
- 2011 : L'Avocat de Cédric Anger pour Aïssa Maïga
- 2010 : La peau de chagrin de Alain Berliner pour Mylène Jampanoï
- 2010 : Mammuth de Gustave Kervern et Benoît Delépine pour Isabelle Adjani
- 2009 : Complices de Frédéric Mermoud pour Jérémy Kapone
- 2009 : LOL, long-métrage de Lisa Azuelos
- 2009 : Aïcha, de Yamina Benguigui pour Sofia Essaïdi
- 2009 : La Journée de la jupe, long-métrage de Jean-Paul Lilienfeld pour Isabelle Adjani
- 2006 : La Dernière Nuit pour Marie Stuart de Wolfgang Hildesheimer mise en scène de Didier Long, Théâtre Marigny pour Isabelle Adjani
- 2004 : Les Rois maudits long-métrage de Josée Dayan pour Julie Gayet
- 2004 : Clara et moi long-métrage de Arnaud Viard pour Julie Gayet
- 2002 : Nói albínói long-métrage de Dagur Kari pour Philippe Bober

### Acteur

#### Longs métrages
- 2005 : Le Corps sublimé[6], de Jérôme de Missolz
- 2002 : Ma caméra et moi [7]de Christophe Loizillon
- 1996 : Caméléone[8], de Benoît Cohen
- 1994 : L'Histoire du garçon qui voulait qu'on l'embrasse[9], de Philippe Harel

#### Courts métrages
- 2001 : Feet Food[10], de Carmen Atias
- 1998 : Comme un champ de tournesols, de David Macé
- 1999 : Ma vie active, de Marc Fitoussi

#### Télévision
- 1998 : Avocats et Associés (Le Voisin du dessous)
- 1995 : Tu t'es vu quand t'as bu ? de Jean Becker

## Écriture
- 2013 : Isabelle Adjani, 2 ou 3 choses qu'on ne sait pas d'elle  - Documentaire - ARTE
- 2003 : Lumières (une tuerie) (Théâtre), Commande, Radio France Culture, Lucien Attoun
- 2001 : On y arrivera (nouvelle), Commande, Radio France Culture, Lucien Attoun
- 1995 : De la dust (Théâtre), Prix Le Temps des livres - Théâtre de l'Odéon - Théâtre Ouvert (1997) , lecture Théâtre de l'Odéon, diffusion Radio France Culture, Lucien Attoun (1998)

## Théâtre

### Mises en scène
- 2004 : Scénographie De l'enfer à la lune, mise en scène de Patrick Collet
- 2003 : Guy s'en va, de Francine Christophe
- 2000 : Données et De la dust, de Julien Collet
- 2000 : Les rêves ne meurent pas, de collectif auteurs
- 1998 : Stand de tir, d'Israël Horovitz
- 1995 : Preparadise sorry now, de Rainer Werner Fassbinder